# Тілопо атоловий
Тілопо атоловий (Ptilinopus coralensis) — вид голубоподібних птахів родини голубових (Columbidae). Ендемік Французької Полінезії.

## Опис
Довжина птаха становить 22-24 см, з яких 9,5 припадає на хвіст і 1,4 см на дзьоб. Довжина крила становить 14,2 см, довжина цівки 2,2 см. Вага птаха становить 70-100 г. Птах має переважно зелене забарвлення. Лоб рожевувато-фіолетовий, обрамлений жовтою смугою. Шия і груди сірувато-оливкові. Верхня частина тіла темно-зелена, на крилах жовті плямки, кінчик хвоста жовтий. Живіт жовтувато-зелений. Очі червоний, дзьоб жовтий або жовтувато-оранжевий.

## Поширення і екологія
Атолові тілопо є ендеміками островів Туамоту. Вони є єдиними представниками свого роду, що пристосувалися до життя виключно на коралових островах. Атолові тілопо живуть в тропічних лісах та на покинутих кокосових плантаціях. Зустрічаються поодинці або парами, іноді утворюють зграї по 5-6 (іноді 20-30) птахів. Живляться різноманітними плодами, а також листям, насінням і дрібними комахами, можливо, навіть дрібними ящірками. Розмножуються протягом всього року. Гніздо являє собою платформу з гілок, що розміщується на висоті від 0,3 до 3 м над землею. В кладці одне яйце.

## Збереження
МСОП класифікує стан збереження виду як близький до загрозливого. Атоловим тілопо може загрожувати хижацтво з боку інвазивних видів тварин, зокрема щурів.